# マクラーレン・570S
マクラーレン・570S（McLaren 570S）は、イギリスの自動車メーカー、マクラーレン・オートモーティブがかつて製造・販売していたスーパーカーである。なお本項では派生モデルである540Cおよび570GT、限定モデルである600LTについても述べる。

## 概要
570Sは2015年ニューヨークモーターショー15にて正式に発表された。「スポーツ・シリーズ」の第一弾。マクラーレン・オートモーティブの新たなエントリーモデルであり、650Sの下に位置づけられる。P1や650Sがスーパーカーセグメントに属するのに対して、570Sクーペは、マクラーレン初のスポーツカーセグメント車となる。
570Sは、F1マシンのノウハウを詰め込んだMP4-12C由来のカーボンファイバー製となるモノコックシャシー「モノセルII」を採用し、車重は1,452kg（乾燥重量は1,313kg）と、非常に軽量に作られている。ボディパネルはアルミ製で、外板の総重量は150kg。モノセルIIは、キャビンの乗り降りや日常の使いやすさに焦点を当てて設計されており、シャシー単体の重量は、80kg未満とアナウンスされている。
フロントスポイラーやフルLEDのヘッドライト、その周囲のレイヤードデザイン、ドアの後ろに設けられたエアインテークなどに他のラインナップとの共通性が見られる。マクラーレンはこれを「シュリンクラップド デザイン」と呼んでおり、同時に、マクラーレンであることを示すアイコンともなっている上方に開くドア（ディヘドラルドア）も採用された。ボディサイズは全長4,530×全幅2,095×全高1,202mmと大柄である。
エンジンは車体中央に縦置きするミッドシップマウントを採用する。最高出力570ps、最大トルク600Nm（61.2kgm）を発生する3.8リッターV型8気筒ツインターボのM838TE型エンジンは、パーツの30％を新設計した。このエンジンにグラツィアーノトラスミッショーニ社製の7段のSSG＝シームレス シフト ギアボックスと呼ばれるDCT（デュアルクラッチトランスミッション）を組み合わせている。タイヤはフロント225/35R19、リア285/35R20サイズのピレリPゼロ コルサのワンメイクで、オプションで鍛造アルミホイールと組み合わせることが可能。前15.5インチ、後15インチのカーボンセラミックブレーキが全車標準装備となっている。
サスペンションは前後ともダブルウィッシュボーン式で、アンチロールバーとアダプティブダンパーを組み合わせる。アダプティブダンパーは、他のラインナップと同様「ノーマル」、「スポーツ」、そして「トラック」の3段階に制御可能。「スポーツ」と「トラック」の設定は、よりサーキット向けにプログラミングされ、反対に「ノーマル」モードでは、洗練された乗り心地を提供するという。
一方インテリアは、視認性や使いやすさ、機能性が向上しており、2座のシート背後に荷物スペースを持つほか、フロントのラゲッジスペースは150リットル拡張されている。またダッシュボード中央に位置するフローティングセンターコンソールに7インチのIRISのタッチスクリーン式TFTデジタルクラスタを搭載し、これを用いてインフォテインメントシステムを操作することができる。ここではエアコンの調整機能や、スマホやタブレットPCとBluetooth接続で音楽を楽しめるほか、シリウスサテライトラジオ（衛星ラジオ）も搭載。標準仕様はマクラーレン オーディオ4スピーカーシステムだが、マクラーレン オーディオプラス8スピーカーのほか、総出力1280Wを誇るBowers & Wilkinsの12スピーカープレミアムオーディオシステムにアップグレードが可能。
0-100km/h加速3.2秒、0-200km/h加速9.5秒、最高速328km/h、パワーウエイトレシオ：434ps/t。
2021年3月、マクラーレンオートモーティブは「スポーツ・シリーズ」の生産を終了したと発表した。

## 540C
2015年4月の上海モーターショーで発表。570Sに続くスポーツ・シリーズの第二弾。エンジンは570SとM838TE型 3,799cc90度V型8気筒ツインターボなものの最高出力は540PS（397kW）/7,500rpm、最大トルクは55.1kgf⋅m（540N⋅m）/3,500-6,500rpmに抑えられ、スポーツシリーズの中でもエントリーモデルという立ち位置で登場した。
540Cは570S以上に「日々の使い勝手や走りやすさ」に重点を置き、街乗りのしやすさや、乗り心地を向上させた。570Sへの販売に重きを置いたアメリカでは販売されなかったが、先に登場した570Sと同様に30カ国以上の主要なマーケットで展開された。0-100km/h加速3.5秒、0-200km/h加速10.5秒、最高速320km/h。

## 570GT
2016年3月のジュネーブモーターショーで発表。スポーツシリーズの第三弾モデル。570GTは、サーキット走行に重点を置いた570Sと比べて、サスペンションをややソフトに設定し、遮音性を向上させるともにラゲッジスペースを拡大し、ツーリングに最適化した。グラスルーフとグラスハッチを与えられ、220Lの新たなラゲージスペースを手に入れたモデル。
内装はレザーを多用したものとなっており、スパルタンな印象の570Cと比べてシックなものとなっている。ガラスハッチは横から開き、右ハンドルは左側から開き、左ハンドル仕様は右側から開く。開閉にはマクラーレン初のソフトクロージャ―も装備される。ラゲージスペースを設けたため、クォーターピラー部はフライングバットレス構造ではなく、クォーターガラスと一体化されたピラーとなっている。そのためダウンフォースを稼ぐためリアスポイラーは570Sより1cm高くなっている。2018年の初めにはフェイスリフトを行い、セラミックブレーキを標準装備した。
0-100km/h加速3.4秒、0-200km/h加速9.8秒、最高速328km/h、パワーウエイトレシオ：422ps/t。

## 600LT

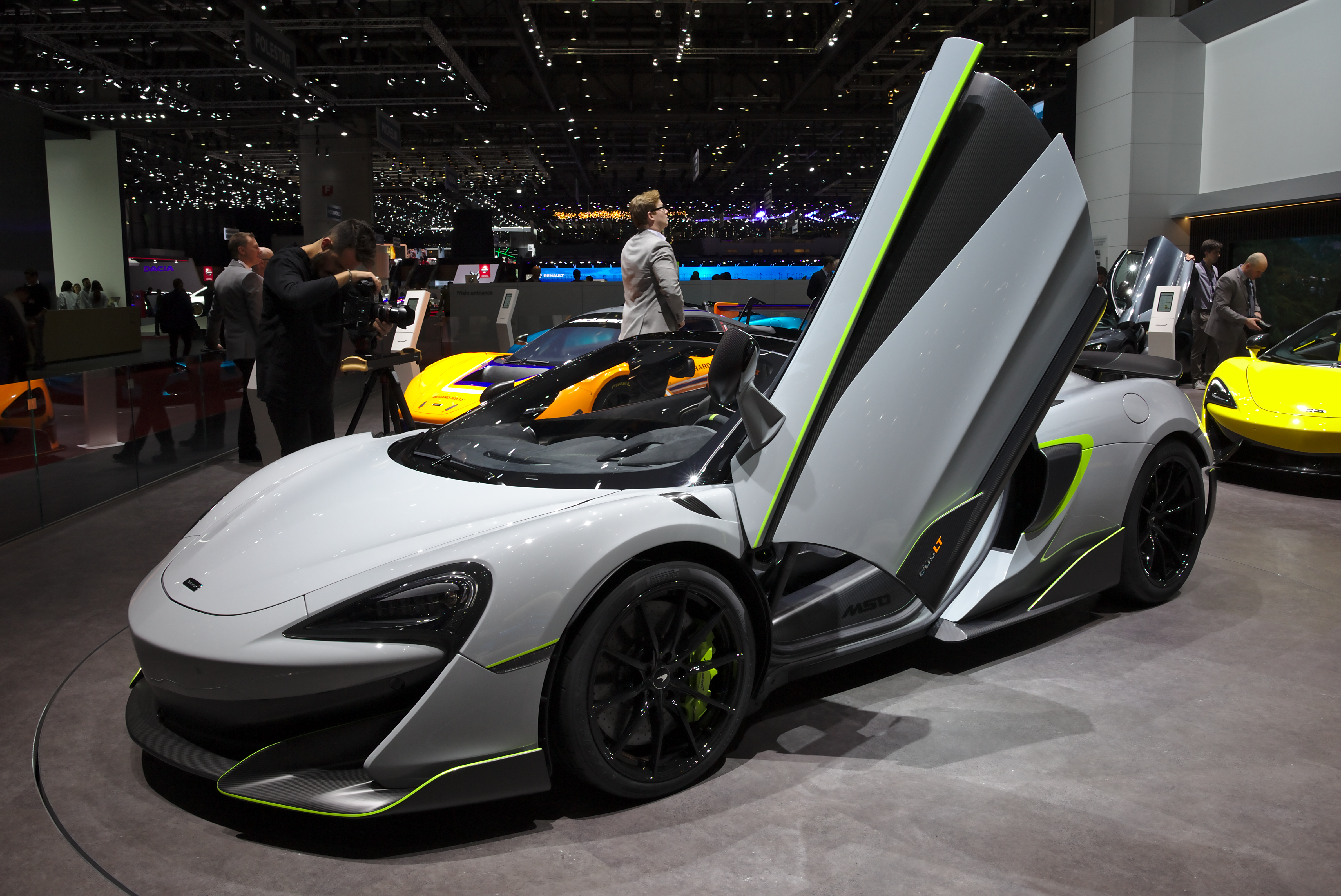
McLaren 600LT Spider

2018年6月28日、570Sをベースとした高性能モデル600LTを発表した。LTはロングテールを表す。2015年に675LTを発表して以来のLTモデルでありスポーツシリーズでは初である。570Sから30馬力増やされ600馬力となり、570Sから1/4の部品が変更され重量も570Sから96kg軽い1247kgを達成。エクステリアでは固定式大型リアウイングを装備しておりサーキット走行に重点が置かれている。このモデルも限定生産となるが台数は設定されておらず、2018年10月から生産が開始され、最長でも1年間で終了するとのことである。